# 大卵中睾吸虫
大卵中睾吸虫（学名：Mesorchis magniovatus）为棘口科中睾属的动物。分布于日本以及中国大陆的福建等地，营寄生生活，宿主小嘴乌鸦（日本）、白颈鸦（福建）以及寄生于肠。